# Let There Be Love
Let There Be Love är Nina Kinerts andra studioalbum, utgivet 2005.
Senare utgåvor av skivan innehöll även Låten "Through Your Eyes", som blev en hit sedan den använts i en reklamfilm för Saab.

## Låtlista[1]

### Ursprunglig utgåva
1. "Separate Ways" - 2:34
2. "Visitor" - 2:35
3. "Memories Fading Out" - 2:06
4. "Hey Jack" - 2:42
5. "Let Go Now" - 2:56
6. "In My Clutch" - 3:36
7. "Not Quite" - 3:35
8. "Been No Good" - 2:16
9. "Hymn for You to Sing" - 3:14
10. "Something Else" - 2:57
11. "Who Am I Supposed to Be" - 4:25
12. "Let There Be Love" - 2:37

### Senare utgåvor
1. "Separate Ways" - 2:34
2. "Visitor" - 2:35
3. "Memories Fading Out" - 2:06
4. "Hey Jack" - 2:42
5. "Let Go Now" - 2:56
6. "In My Clutch" - 3:36
7. "Not Quite" - 3:35
8. "Been No Good" - 2:16
9. "Hymn for You to Sing" - 3:14
10. "Something Else" - 2:57
11. "Who Am I Supposed to Be" - 4:25
12. "Let There Be Love" - 2:37
13. "Through Your Eyes" - 2:44

## Personal[1]
- David Nyström - keyboards (8, 10-11)
- Love Olzon - akustisk gitarr, elgitarr (1-2, 4-5, 8, 11), bas, cittra, tamburin, sampler, bakgrundssång, munspel, trummor, pedal steel, orgel
- Nina Kinert - sång, akustisk gitarr (3, 5, 7, 12), orgel (10), piano (5)
- Simon Ryman - akustisk gitarr (2), bakgrundssång (2), trummor (2), handklapp
- Staffan Andersson - elgitarr (2, 4, 6, 8), handklapp
- Surjo Benigh - handklapp

## Mottagande
Skivan har medelbetyget 3,7/5 på Kritiker.se, baserat på fyra recensioner.